# Coenonympha nipisiquit
Coenonympha nipisiquit là một loài bướm thuộc họ Nymphalidae. Đây là một loài có nguy cơ tuyệt chủng ở Canada, chủ yếu liên quan đến đầm lầy mặn. Nó hạn chế ở Canada từ New Brunswick đến Quebec.
Nó chỉ sinh sống ở các đầm lầy muối ở New Bruswick và Quebec, Canada. Chúng là mồi của các loài chim và côn trùng lớn hơn. Nó gặp nguy cơ tuyệt chủng do ô nhiễm nước.

## Loài tương tự
Coenonympha tullia – Common Ringlet